# پرویز پرستویی
پرویز پرستویی (زادهٔ ۲ تیر ۱۳۳۴) بازیگر اهل ایران است. او با دریافت چهار سیمرغ بلورین بهترین بازیگر مرد از جشنوارهٔ فیلم فجر، در بین بازیگران ایرانی رکورددار است. او همچنین دریافت‌کنندهٔ نشان گواهی‌نامهٔ هنری بوده است.
پرستویی برای نقش‌آفرینی در فیلم لیلی با من است (۱۳۷۴) دیپلم افتخار جشنوارهٔ فیلم فجر را دریافت کرد. او همچنین برای نقش‌آفرینی در فیلم‌های آژانس شیشه‌ای (۱۳۷۶)، بید مجنون (۱۳۸۳)، به نام پدر (۱۳۸۴) و بادیگارد (۱۳۹۴) برندهٔ سیمرغ بلورین بهترین بازیگر مرد و برای نقش‌آفرینی در فیلم دیار عاشقان (۱۳۶۲) برندهٔ سیمرغ بلورین بهترین بازیگر نقش مکمل از جشنوارهٔ فیلم فجر شد

## زندگی
پرویز پرستویی در روستای چالو، از توابع شهرستان کبودرآهنگ به دنیا آمد. پدر وی کشاورز بود و زمانی که وی ۳ ساله بود به تهران مهاجرت کرد. دوران کودکی و نوجوانی را در یک خانه اجاره‌ای کوچک در محله دروازه غار سپری کرد. او در مدرسه صادقیه اسلامی در کوچه گمرک تحصیلات ابتدایی خود را به پایان رساند. پرستویی با پس‌انداز کردن یازده هزار تومان خانه‌ای در حوالی ترمینال جنوب خرید. مدتی به ورزش علاقه‌مند شده و دروازه‌بان تیم کارگران بود. پس از این زمان به مرکز رفاه نازی‌آباد رفت و شروع به آموختن تئاتر کرد. پرویز پرستویی در سال ۱۳۶۰ و زمانی که ۲۶ سال سن داشت، مدتی به عنوان منشی در دادگستری تهران مشغول به کار شد (مدت دو سال در دادگاه خانواده و هشت سال در دادگاه کیفری (جنایی سابق) در نهایت با ویدئویی که از پرویز پرستویی پخش شد که او در حالِ بحث پشت تلفن با سید علیرضا قاسمی پطرودی سیاستمدار مازندرانی بود خودش را هنرمند دور از سیاست دانست و بیان کرد که یک فردِ بشردوستانه است. البته با حضور در مناطق محروم این را اثبات کرد. امّا پس از مدتی به خاطر علاقهٔ زیاد به تئاتر رفت و تا پایان در آنجا مشغول به کار شد.

### اعتراض به سکوت در برابر سرکوب آبان ۹۸
در جریان حضور پرویز پرستویی در لس آنجلس که به منظور نمایش فیلم «افسانه بناسان» یا «داستان‌های هزار و یک روز» شرکت کرده بود، از طرف برخی از تماشاگران با اعتراض و سؤال روبه‌رو شد. پرستویی از قول محبوبه رمضانی مادر پژمان قلی پور، در مورد اینکه چرا صبح تا شب در مورد بچه‌های فلسطینی و غزه می‌گوید اما صدای مادران دادخواه آبان ۹۸ نیست مورد سؤال قرار گرفت.

### حمایت از پزشکیان
در حالی که پس از انتخابات ۱۳۹۶ بخاطر مسائل مختلف به خصوص واکنش‌های منفی مردم به این ماجرا دیگر هیچ‌کدام از بازیگران مشهور از نامزدی در انتخابات حمایت نکردند، پرستویی در تیر ۱۴۰۳ با گذاشتن پستی از مسعود پزشکیان حمایت کرد که با واکنش منفی تحریم‌کننده انتخابات مواجه شد.

## فعالیت حرفه‌ای

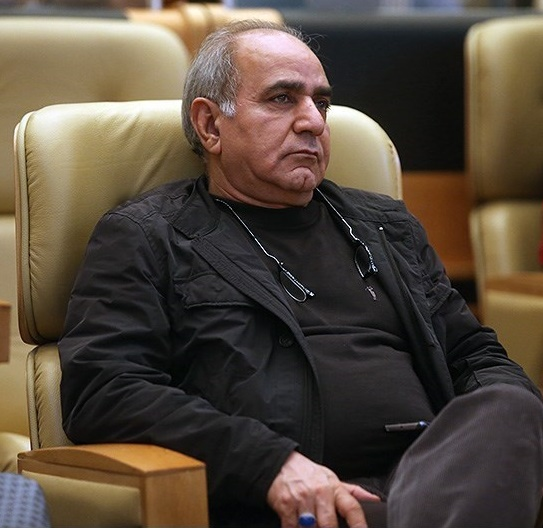

### تئاتر و سینما
وی در سال ۱۳۴۸ به گروه بهرام بیضایی پیوست و در همان سال سرانجام اولین نقشش در تئاتر ماجرای یک محل را بازی کرد.
پرستویی فعالیت هنری خود را از سال ۱۳۴۸ با اجرای نمایش در مراکز رفاه، کاخ جوانان و کانون پرورش فکری کودکان و نوجوانان آغاز کرد. در سال ۱۳۵۳ برای بازی در نمایش دکه و یک سال بعد برای بازی در نمایش تسلیم شدگان جایزه «کاخ جوانان» را گرفت. آشنایی او با بهزاد فراهانی او را به گروه کوچ کشاند تا به دنبال کسب تجربه باشد.
اوج دوران کاری وی در سال ۱۳۵۲ در نمایش‌های چشم برابر چشم، شبی در حلبی‌آباد، پتک و خانه روشن بود که در آن به بازی پرداخت. بازی او در نمایش پرطرفدار میلاد در نقش یک دلال زمین، خیلی زود اسم او را در بین طرفداران تئاتر بر سر زبان‌ها انداخت. پرستویی در سال ۱۳۶۲ اولین فعالیت خود را در سینما با دیار عاشقان آغاز کرد و در همان ابتدا مورد تحسین قرار گرفته و موفق به دریافت سیمرغ بلورین بهترین بازیگر نقش مکمل مرد جشنواره فیلم فجر شد. وی در سال ۱۳۶۶ در فیلم شکار با خسرو شکیبایی هم بازی شد. بازی او در آدم‌برفی (۱۳۷۳) و لیلی با من است (۱۳۷۴) در نقش‌های متفاوت، باعث شهرت بیشتر وی شد و نیز برای ایفای نقش صادق مشکینی دیپلم افتخار جشنواره فجر را به دست آورد.
نقطه اوج وی در سال ۱۳۷۶ برای بازی در فیلم آژانس شیشه‌ای در نقش حاج کاظم بود. وی برای بازی در این نقش سیمرغ بلورین بهترین بازیگر نقش اول مرد از جشنواره فیلم فجر و دیپلم افتخار بهترین بازیگر نقش اول مرد جشنواره فیلم یوگسلاوی را در سال ۲۰۰۰ م. به دست آورد. بازی او در فیلم مومیایی ۳ در سال ۱۳۷۸ نیز از دیگر کارهای قابل توجه او در دهه ۷۰ بود. سال ۱۳۸۰ سال خوبی برای او نبود، فیلم آب و آتش با بازی نه چندان دلچسب و انتخاب نامناسب او و فیلم تکه‌پاره شده موج مرده با تکرار نقش حاج کاظم آژانس شیشه‌ای چهره موفقی از پرویز پرستویی برجای نگذاشت. پرویز پرستویی در سال ۱۳۸۲ بار دیگر چشم‌ها را به سوی خود خیره کرد. بازی ماندگار او در نقش رضا مارمولک در فیلم مارمولک از کمال تبریزی جایزه ویژه هیئت داوران جشنواره فیلم فجر ۱۳۸۲ و تندیس بهترین بازیگر نقش اول مرد هشتمین جشن خانه سینما ۱۳۸۳ را برای او به ارمغان آورد. وی از سال ۱۳۸۳ تا ۱۳۸۵ در فیلم‌های موفق دوئل ۱۳۸۲، بید مجنون ۱۳۸۳، کافه ترانزیت ۱۳۸۳ محصول مشترک فرانسه، ترکیه و ایران به ایفای نقش متفاوت پرداخت.
پرستویی دو بار دیگر در سال ۱۳۸۳ و ۱۳۸۴ سیمرغ بلورین بهترین بازیگر نقش اول مرد جشنواره فیلم فجر را برای بازی در فیلم‌های بید مجنون به کارگردانی مجید مجیدی و به نام پدر به کارگردانی ابراهیم حاتمی‌کیا از آن خود کرد. پاداش سکوت و کتاب قانون دو فیلم او در همکاری با مازیار میری در دو سال متوالی بود.
وی در سال ۱۳۸۷ با بازی در فیلم بیست از عبدالرضا کاهانی توانست جایزه بهترین بازیگر نقش اول مرد جشنواره فیلم‌های هنری باتومی ۲۰۰۹ را به دست آورد. پرستویی در سال ۱۳۹۲ با بازی در فیلم امروز از رضا میرکریمی مورد تحسین قرار گرفت و برنده جایزه بهترین بازیگر مرد جشنواره فیلم سان فرانسیسکو ۲۰۱۴، جایزه بهترین بازیگر مرد جشنواره بین‌المللی سینمای مؤلف رباط ۲۰۱۴ و برنده جایزه بهترین بازیگر مرد از جشنواره فیلم جیپور در سال ۲۰۱۴ شد.
پرستویی در سال ۱۳۹۴ پس از ده سال و برای ششمین بار با فیلم بادیگارد مقابل دوربین ابراهیم حاتمی‌کیا رفت و در نقش حیدر ذبیحی به ایفای نقش پرداخت. وی برای بازی در این نقش در سی و چهارمین دوره جشنواره فیلم فجر برای چهارمین بار برنده سیمرغ بلورین بهترین بازیگر نقش اول مرد شد.

### تلویزیون
پرستوبی در انتخاب مجموعه تلویزیونی گزیده کار بود. او اولین کار خود را در سال ۱۳۶۳ آغاز کرد. امام علی، آوای فاخته و خاک سرخ سه کار دیده شده وی از سال ۱۳۶۹ تا ۱۳۷۹ بوده است. زیر تیغ در سال ۱۳۸۵ و آشپزباشی در سال ۱۳۸۸ ماندگارترین کارهای او در تلویزیون ایران به‌شمار می‌رود. پرویز پرستویی در مصاحبه‌ای جنجالی در ۱۶ دی ماه ۹۶ با فریدون جیرانی در برنامه زنده سی و پنج در رابطه با بسیاری از موضوعات اجتماعی و اقتصادی روز کشور صحبت داشت و در رابطه با تعدادی از فیلم‌های مطرحی که در آن‌ها به ایفای نقش پرداخته به مانند فیلم‌های مارمولک، بادیگارد، آژانس شیشه‌ای و قاتل اهلی صحبت نمود. در این مصاحبه پرستویی خود را جانباز سینما معرفی نمود و از چالش‌ها و سختی‌های هنر بازیگری با جیرانی به گفتگو پرداخت.

## موسیقی
پرستویی علاوه بر سینما در موسیقی هم فعالیت دارد. دکلمه‌های نیستش و بابایی از جمله کارهای وی در بخش دکلمه است. دوستت دارم در سال ۱۳۷۹ با ناصر عبداللهی و بابایی در سال ۱۳۸۶ کار مشترک وی با بیژن مفید بود. پرستویی همچنین آلبوم من یک بازیگرم و من پرویز پرستویی را در سال ۱۳۹۳ منتشر کرد، این آلبوم زندگی‌نامه پرویز پرستویی می‌باشد که به صورتی فایل صوتی منتشر شده است.

### آلبوم‌ها
- من یک بازیگرم - من پرویز پرستویی ۱۳۹۳
- بابایی - به همراه بیژن مفید ۱۳۸۶
- دوستت دارم - به همراه ناصر عبداللهی ۱۳۷۹
- عشق است - خوانندگان مشترک ۱۳۷۹

### دکلمه‌ها
- من تهرونمو می خوام - خواننده ۱۳۹۶
- من پرویز پرستویی - کارن همایون‌فر
- بی‌بی‌جان - رسول نجفیان
- نیستش
- عشق است - دارینوش
- دوستت دارم - دارینوش
- بابایی - دارینوش
- سلام، خداحافظ - دارینوش

## صداپیشگی
- گویندگی کتاب صوتی «عبور از خط قرمز» به نویسندگی علی دیزایی از انتشارات صوتی رادیو گوشه - ۱۳۹۹[۱۷]
- گویندگی مستند «آزادراه» به کارگردانی محسن خان‌جهانی‌اصل - ۱۳۹۸[۱۸]
- گویندگی نقش‌های «ارشیا» و «طهمورث» در انیمیشن آخرین داستان به کارگردانی اشکان رهگذر - ۱۳۹۸[۱۹]
- گویندگی مستند «جهان پهلوان تختی» ساخته علی شاه‌محمدی - ۱۳۹۷[۲۰]
- راوی بخش سوم مستند «من ناصر حجازی هستم» به کارگردانی نیما طباطبایی - ۱۳۹۴[۲۱]
- گویندگی و دکلمه مجموعه صوتی «من پرویز پرستویی» به تهیه‌کنندگی علیرضا عزیزی - ۱۳۹۳[۲۲]
- گویندگی مستند «شیر ایرانی» به کارگردانی مانی میرصادقی - ۱۳۹۳[۲۳]
- گویندگی مستند «موج زنده» به کارگردانی حبیب احمدزاده در سیمافیلم - ۱۳۹۰[۲۴]
- گویندگی مستند «حیات وحش ایران» به تهیه‌کنندگی و کارگردانی مانی میرصادقی - ۱۳۸۵[۲۵]

## جوایز و افتخارات

### داخلی
جشنوارهٔ فیلم فجر
| سال  | عنوان   | کارگردان                   | سمت       | نقش          |
| ---- | ------- | -------------------------- | --------- | ------------ |
| ۱۳۹۸ | هم‌گناه  | مصطفی کیایی                | بازیگر    | فریبرز صبوری |
| ۱۴۰۰ | آنها    | میلاد جرموز و مهدی آقاجانی | تهیه‌کننده |              |
| ۱۴۰۴ | شکارگاه | نیما جاویدی                | بازیگر    | میرعطاخان    |

| سال  | فیلم                 | رده                        | نتیجه                               |
| ---- | -------------------- | -------------------------- | ----------------------------------- |
| ۱۳۹۹ | بی‌همه‌چیز             | بهترین بازیگر نقش اول مرد  | نامزد                               |
| ۱۳۹۴ | بادیگارد             | بهترین بازیگر نقش اول مرد  | برنده                               |
| ۱۳۹۲ | امروز                | بهترین بازیگر نقش اول مرد  | نامزد                               |
| ۱۳۸۹ | سیزده ۵۹             | بهترین بازیگر نقش اول مرد  | نامزد                               |
| ۱۳۸۷ | بیست                 | بهترین بازیگر نقش اول مرد  | نامزد                               |
| ۱۳۸۴ | به نام پدر           | بهترین بازیگر نقش اول مرد  | برنده                               |
| ۱۳۸۳ | بید مجنون            | بهترین بازیگر نقش اول مرد  | برنده                               |
| ۱۳۸۲ | مارمولک              | بهترین بازیگر نقش اول مرد  | مساوی سیمرغ بلورین ویژهٔ هیئت داوران |
| ۱۳۸۱ | دیوانه‌ای از قفس پرید | بهترین بازیگر نقش اول مرد  | نامزد                               |
| ۱۳۷۸ | مومیایی ۳            | بهترین بازیگر نقش اول مرد  | نامزد                               |
| ۱۳۷۶ | آژانس شیشه‌ای         | بهترین بازیگر نقش اول مرد  | برنده                               |
| ۱۳۷۴ | لیلی با من است       | بهترین بازیگر نقش اول مرد  | دیپلم افتخار                        |
| ۱۳۶۲ | دیار عاشقان          | بهترین بازیگر نقش مکمل مرد | برنده                               |

جشن سینمای ایران
| سال  | فیلم                           | رده                       | نتیجه |
| ---- | ------------------------------ | ------------------------- | ----- |
| ۱۳۸۷ | کتاب قانون                     | بهترین بازیگر نقش اول مرد | نامزد |
| ۱۳۸۵ | به نام پدر                     | بهترین بازیگر نقش اول مرد | نامزد |
| ۱۳۸۴ | بید مجنون                      | بهترین بازیگر نقش اول مرد | نامزد |
| ۱۳۸۳ | مارمولک                        | بهترین بازیگر نقش اول مرد | برنده |
| ۱۳۸۰ | موج مرده                       | بهترین بازیگر نقش اول مرد | نامزد |
| ۱۳۷۸ | شوخی                           | بهترین بازیگر نقش اول مرد | نامزد |
| ۱۳۷۷ | آژانس شیشه‌ای، روانی و مرد عوضی | بهترین بازیگر نقش اول مرد | برنده |

جشن منتقدان و نویسندگان سینمایی ایران
| سال  | فیلم                                               | رده                                                | نتیجه |
| ---- | -------------------------------------------------- | -------------------------------------------------- | ----- |
| ۱۳۹۵ | بادیگارد                                           | بهترین بازیگر نقش اول مرد                          | نامزد |
| ۱۳۹۳ | میهمان داریم                                       | بهترین بازیگر نقش اول مرد                          | نامزد |
| ۱۳۹۰ | سیزده ۵۹                                           | بهترین بازیگر نقش اول مرد                          | نامزد |
| ۱۳۸۸ | بیست                                               | بهترین بازیگر نقش اول مرد                          | نامزد |
| ۱۳۸۷ | بازیگران برگزیدهٔ سی سال سینمای بعد از انقلاب ایران | بازیگران برگزیدهٔ سی سال سینمای بعد از انقلاب ایران | برنده |

جشن دنیای تصویر
| سال  | فیلم                                                           | رده                                                            | نتیجه |
| ---- | -------------------------------------------------------------- | -------------------------------------------------------------- | ----- |
| ۱۳۸۸ | پاداش سکوت                                                     | بهترین بازیگر مرد سینما                                        | نامزد |
| ۱۳۸۵ | بید مجنون                                                      | بهترین بازیگر مرد سینما                                        | برنده |
| ۱۳۸۴ | مارمولک                                                        | بهترین بازیگر مرد سینما                                        | برنده |
| ۱۳۸۱ | عزیزم من کوک نیستم                                             | بهترین بازیگر مرد سینما                                        | برنده |
| ۱۳۸۰ | موج مرده                                                       | بهترین بازیگر مرد سینما                                        | نامزد |
| ۱۳۷۹ | مومیایی ۳                                                      | بهترین بازیگر مرد سینما                                        | نامزد |
| ۱۳۷۹ | یکی از بیست بازیگر برگزیدهٔ بیست سال سینمای بعد از انقلاب ایران | یکی از بیست بازیگر برگزیدهٔ بیست سال سینمای بعد از انقلاب ایران | برنده |
| ۱۳۷۸ | روبان قرمز                                                     | بهترین بازیگر مرد سینما                                        | نامزد |
| ۱۳۷۷ | آژانس شیشه‌ای                                                   | بهترین بازیگر مرد سینما                                        | برنده |

جشنوارهٔ فیلم دفاع مقدس
| سال  | فیلم           | رده                       | نتیجه |
| ---- | -------------- | ------------------------- | ----- |
| ۱۳۷۷ | آژانس شیشه‌ای   | بهترین بازیگر نقش اول مرد | برنده |
| ۱۳۷۵ | لیلی با من است | بهترین بازیگر نقش اول مرد | نامزد |

### بین‌المللی
جشنوارهٔ بین‌المللی فیلم سیاتل
| سال  | فیلم    | رده               | نتیجه |
| ---- | ------- | ----------------- | ----- |
| ۲۰۰۴ | مارمولک | بهترین بازیگر مرد | برنده |

جشنوارهٔ فیلم‌ها و برنامه‌های تلویزیونی رم
| سال  | فیلم    | رده               | نتیجه |
| ---- | ------- | ----------------- | ----- |
| ۲۰۰۷ | زیر تیغ | بهترین بازیگر مرد | برنده |

جشنوارهٔ فیلم هنرهای باتومی
| سال  | فیلم | رده               | نتیجه |
| ---- | ---- | ----------------- | ----- |
| ۲۰۰۹ | بیست | بهترین بازیگر مرد | برنده |

جشنوارهٔ فیلم یوگسلاوی
| سال  | فیلم         | رده               | نتیجه        |
| ---- | ------------ | ----------------- | ------------ |
| ۲۰۰۰ | آژانس شیشه‌ای | بهترین بازیگر مرد | دیپلم افتخار |

جشنوارهٔ فیلم‌های ایرانی سان‌فرانسیسکو
| سال  | فیلم  | رده               | نتیجه |
| ---- | ----- | ----------------- | ----- |
| ۲۰۱۴ | امروز | بهترین بازیگر مرد | برنده |

جشنوارهٔ فیلم جیپور
| سال  | فیلم  | رده               | نتیجه |
| ---- | ----- | ----------------- | ----- |
| ۲۰۱۴ | امروز | بهترین بازیگر مرد | برنده |

جشنوارهٔ بین‌المللی سینمای مؤلف رباط کریم
| سال  | فیلم  | رده               | نتیجه |
| ---- | ----- | ----------------- | ----- |
| ۲۰۱۴ | امروز | بهترین بازیگر مرد | برنده |

### دیگر جایزه‌ها
- دیپلم افتخار بهترین بازیگر نقش مکمل مرد از کاخ‌های جوانان برای بازی در نمایش دکه ۱۳۵۳
- تندیس بهترین بازیگر کمدی برای فیلم مرد عوضی و آدم‌برفی از جشنواره شهرکرد ۱۳۷۸
- تندیس و دیپلم افتخار بهترین بازیگر از نگاه منتقدین تئاتر برای نمایش فنز ۱۳۸۴
- تندیس حقوق بشر-کمیسیون حقوق بشر کانون وکلای دادگستری استان کرمانشاه ۱۳۹۱